# Amiya Kumar Mallick
Amiya Kumar Mallick (* 14. November 1992 in Olansh, Odisha) ist ein indischer Leichtathlet, der sich auf den Sprint spezialisiert  hat.

## Sportliche Laufbahn
Erste internationale Erfahrungen sammelte Amiya Kumar Mallick im Jahr 2008, als er bei den Commonwealth Youth Games in Pune im 200-Meter-Lauf in 21,33 s die Bronzemedaille gewann. Im Jahr darauf schied er bei den Jugendweltmeisterschaften in Brixen mit 22,25 s in der ersten Runde aus, wie auch bei den Asienmeisterschaften 2013 in Pune mit 21,67 s. 2015 nahm er an den Asienmeisterschaften mit der indischen 4-mal-100-Meter-Staffel teil und erreichte dort in 39,67 s Rang sechs. 2016 verbesserte er in Neu-Delhi den indischen Landesrekord im 100-Meter-Lauf auf 10,26 s und verbesserte damit die alte Bestmarke von Anil Kumar Prakash und  Abdul Najeeb Qureshi um vier Hundertstelsekunden. Im Jahr darauf belegte er bei den Asienmeisterschaften in Bhubaneswar in 21,03 s den siebten Platz über 200 Meter und wurde über 100 Meter im Halbfinale disqualifiziert, wie auch mit der indischen Staffel im Vorlauf. Anfang September nahm er im 60-Meter-Lauf an den Asian Indoor & Martial Arts Games in Aşgabat teil und schied dort mit 7,06 s im Halbfinale aus. 2019 nahm er mit der Staffel an den Südasienspielen in Kathmandu teil und gewann dort mit 39,97 s die Silbermedaille hinter dem Team aus Sri Lanka.
2013 wurde Kumar Mallick indischer Meister im 200-Meter-Lauf sowie 2019 über 100 Meter.

## Persönliche Bestzeiten
- 100 Meter: 10,26 s (+1,2 m/s), 28. April 2016 in Neu-Delhi
  - 60 Meter (Halle): 7,04 s, 17. September 2017 in Aşgabat
- 200 Meter: 21,03 (0,0 m/s), 9. Juli 2017 in Bhubaneswar